# L'albero di Halloween
L'albero di Halloween (The Halloween Tree) è un romanzo fantastico-dell'orrore per ragazzi di Ray Bradbury pubblicato per la prima volta negli Stati Uniti d'America nel 1972. È stato tradotto in italiano per la prima volta nel 1976 col titolo L'albero stregato.

## Storia editoriale
Il romanzo nasce nel 1967 come sceneggiatura per una collaborazione con l'animatore Chuck Jones. Nel 1992, Bradbury scrive e racconta una versione animata del libro, per la quale vince l'Emmy Award. Una versione più lunga del libro viene pubblicata nel 2005; quest'ultima edizione include anche le due sceneggiature, quella del 1967 così come quella del 1992.
La versione inglese de L'albero di Halloween è illustrata da Joseph Mugnaini, uno dei tanti collaboratori di Bradbury. Il libro è dedicato a Man'Ha Dombasle (1898–1999), una scrittrice e traduttrice francese, nonna materna della cantante e attrice Arielle Dombasle e moglie di Maurice Garreau-Dombasle, ambasciatore francese in Messico.

## Trama
La notte di Halloween accade un fatto molto strano: è apparso un grande albero con centinaia di zucche intagliate appese ai suoi rami. Gli otto ragazzini mascherati che stanno girando per le case ripetendo la consueta filastrocca Trick or Treat si accorgono del prodigio ed allo stesso tempo notano che il nono componente del loro gruppo, Pipkin, è sparito. Con l'aiuto di una guida a dir poco particolare, chiamata Sudario, inseguono l'amico in un viaggio tra spazio e tempo, attraverso antico Egitto, Grecia e Roma, approdando a Notre Dame in una Parigi medievale ed ancora con i druidi Celti. Lungo il loro percorso, imparano le origini della festa che stavano celebrando e il ruolo che ha sempre giocato la paura della morte. Lo strano albero di Halloween apparso ai ragazzini è una metafora della confluenza storica delle diverse tradizioni.

## Edizioni
- Ray Bradbury, L'albero stregato, Emme, 1976.
- Ray Bradbury, The Halloween Tree, Colorado Springs, Col., Gauntlet Press, 2005, ISBN 1-887368-80-9.
- Ray Bradbury, L'albero di Halloween, traduzione di Annalisa Mancioli, collana Piccola biblioteca Oscar, Arnoldo Mondadori Editore, 2005,  p. 124.
- Ray Bradbury, Halloween, Mondadori - Oscar Draghi, 2019.